# Snagov
Snagov község és falu Ilfov megyében, Munténiában, Romániában. A hozzá tartozó települések: Ciofliceni, Ghermănești, Tâncăbești valamint Vlădiceasca.

## Fekvése
A megye északi részén található, a megyeszékhelytől, Bukaresttől, negyvenkét kilométerre északra, a Snagov-tó déli partján.

## Története
Egyes feltételezések szerint a név szláv eredetű, pontosabban a bolgár szneg (jelentése: hó) szóból származik.
A község alapítása szorosan kötődik a Snagov-tó szigetén fekvő kolostor építéséhez. A kolostort valamelyik I. Basarab havasalföldi fejedelem után következő fejedelem, I. Vladiszláv vagy I. Radu alapította. Azonban építésének pontos ideje ismeretlen. A falu első írásos említése 1408-ból származik, egy Öreg Mircse udvarából származó dokumentumon. 1428-ban II. Dan feleségének ajándékozta a falut. Vlad Țepeș fejedelem (1428/31-1476) börtönt, védőfalat, hidat és víz alatti alagutat építtetett a kolostor mellé. A kolostor nagy fejlődésnek indult Constantin Brâncoveanu uralkodása alatt (1688–1714), aki nyomdát alapított itt. Constantin Brâncoveanu Antim Ivireanut nevezte ki a kolostor főnökévé, aki számos saját és fordított művet adott itt ki román nyelven. Egyes feltételezések szerint ide temették el Vlad Țepeș fejedelmet.
A templomnak négy tornya van, építészeti stílusa bizánci, a templom hajója és a belső előcsarnok között válaszfal húzódik végig, melyen három ajtó látható, eredetileg csak egy ajtó volt a válaszfalon, azonban 1563 után még kettőt nyitottak rajta az újjáépítések során. A kolostorból napjainkra már csak a templom és a felújított harangtorony maradt meg.
A 19. század végén Tâncăbești néven, a község Ilfov megye Snagov járásához tartozott és Ciofliceni, Izvorani, Tâncăbești-Filitis valamint Tâncăbești-Mitropolia falvakból állt, összesen 1385 lakossal. A község tulajdonában volt egy iskola, egy vízimalom, egy gőzmalom és három templom, egy-egy Ciofliceni, Izvorani és Tâncăbești-Filitis falvakban. Ghermănești falu ekkoriban Lipia-Bojdani községhez tartozott.
1925-ös évkönyv szerint a község Ilfov megye Buftea-Bucoveni járásához tartozott és Ciofliceni, Mitropolia, Tâncăbești, Filitis és Ghermănești falvakból állt, utóbbit ekkor csatolták ehhez a községhez.
1950-ben közigazgatási átszervezés alapján, a községet az Căciulați rajonhoz csatolták, a Bukaresti régión belül, majd 1960-tól a Răcari rajon része lett, ugyanabban a régióban.
1968-ban ismét megyerendszert vezettek be az országban, a község az újból létrehozott Ilfov megye része lett. A községnek ekkor alakították ki a ma is meglévő határait.
1981-ben az Ilfovi Mezőgazdasági Szektor része lett, egészen 1998-ig, amikor ismét létrehozták Ilfov megyét.
Napjainkban a község népszerű üdülőhely.

### 1956-os vonatkozás
A kommunista rendszerben a község "tiltott helynek" számított, mivel a fővároshoz közeli fekvése és viszonylagos elszigeteltsége miatt sokáig kiváltságos vezetők pihenőhelyeként, illetve titkos tárgyalások helyszíneként használták. Az 1956-os forradalom leverése után itt tartották őrizetben Nagy Imrét és társait (Donáth Ferenc, Fazekas György,  Haraszti Sándor, Losonczy Géza, Lukács György). Nagy Imre emlékét az általános iskola elé állított obeliszk őrzi.

## Lakossága
| Nemzetiségek        | 2002 | 2002   |
| ------------------- | ---- | ------ |
| Románok             | 5995 | 99,23% |
| Romák               | 23   | 0,38%  |
| Görögök             | 5    | 0,08%  |
| Magyarok            | 4    | 0,06%  |
| Németek             | 2    | 0,03%  |
| Ukránok             | 1    | 0,01%  |
| Örmények            | 1    | 0,01%  |
| Olaszok             | 1    | 0,01%  |
| Törökök             | 1    | 0,01%  |
| Szlovákok           | 1    | 0,01%  |
| Egyéb nemzetiségűek | 7    | 0,11%  |
| Összesen            | 6041 | 100,0% |

## Látnivalók
- Snagovi kolostor - a 14. század legvégén építették a Snagov-tó közepén található kis szigetre. Az egykori épületkomplexumból mára a templom és a harangtorony maradt meg.

## Testvérvárosok
- Sarkad, Magyarország (1999)

## Kapcsolódó szócikk
- A snagovi gyerekek